# 룩셈부르크 요리

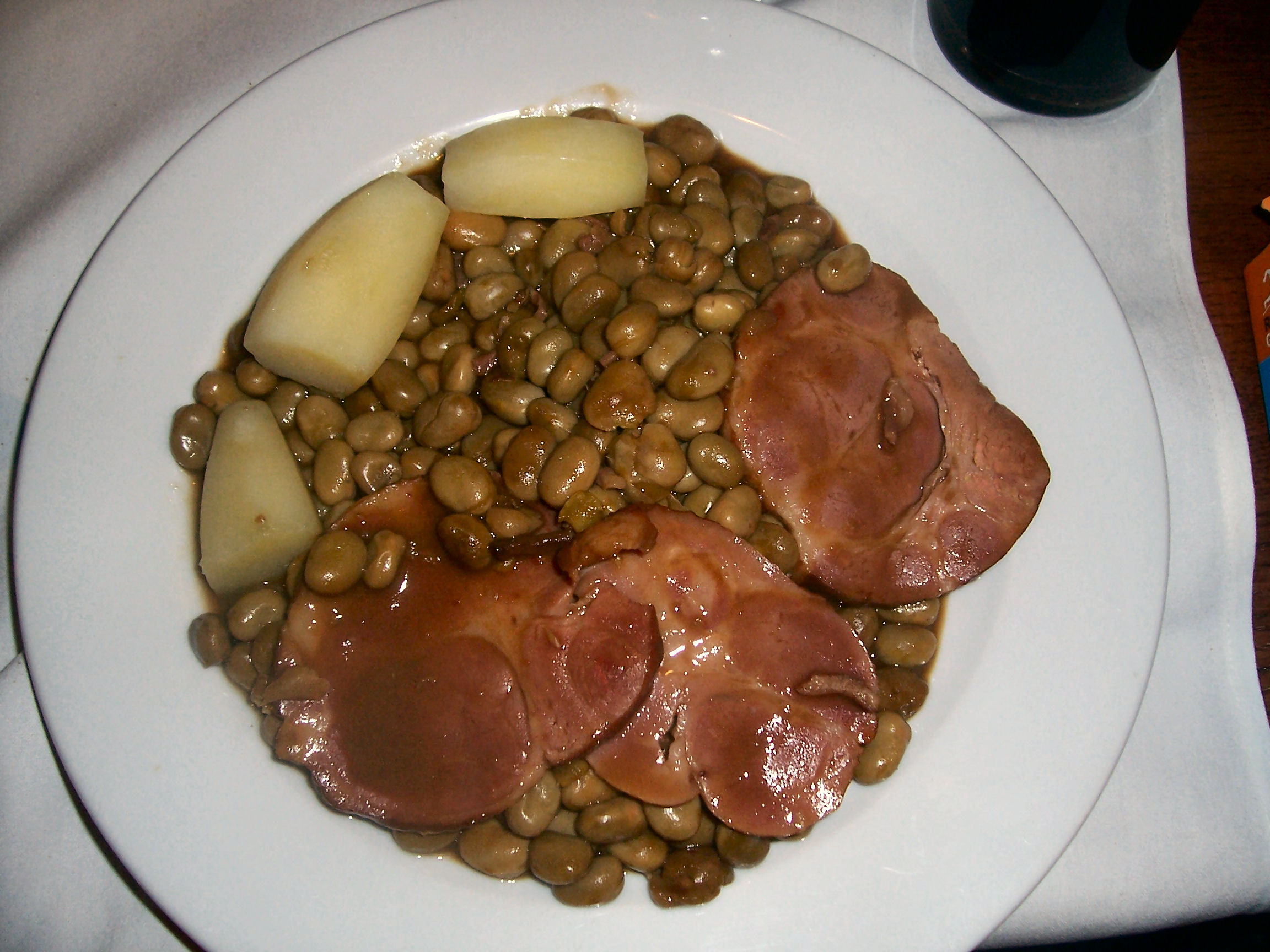
주드 마트 가르더보넌

룩셈부르크 요리(Luxemburg料理, 룩셈부르크어: lëtzebuerger Kichen 러처부어여 키션, 프랑스어: cuisine luxembourgeoise 퀴진 뤽상부르주아즈[*], 독일어: luxemburgische Küche 룩셈부르기셰 퀴헤[*])는 서유럽에 있는 룩셈부르크의 요리이다. 로망스어군 국가와 독일과 접경을 하고 있어 이 특징이 많이 나타난다. 프랑스와 독일

## 음식
파이와 룩셈부르크 치즈, 각 지방 냇가에서 잡을 수 있는 숭어나 연어 요리, 초석에서 구워 먹는 아르덴 햄 등이 이곳의 진미로 꼽힌다. 9월에는 자두로 만들어 먹는 파이인 퀘치(quetsch)가 있다. 돼지고기를 구워서 먹는 요리인 "judd mat gaardebounen"가 있다. 또 석쇠에 생선을 구워 먹기도 하는데 이 때에는 도미, 황어, 모램치 따위가 재료가 되기도 한다. 송아지 간을 밀가루 반죽에 넣어서 먹는 넬르(quenelles)라는 요리도 있다. 여러 메뉴에는 프랑스식 인상이 짙게 나타나고 독일, 벨기에 식 요리 방식도 있긴 하지만 보편적인 것은 아니다.

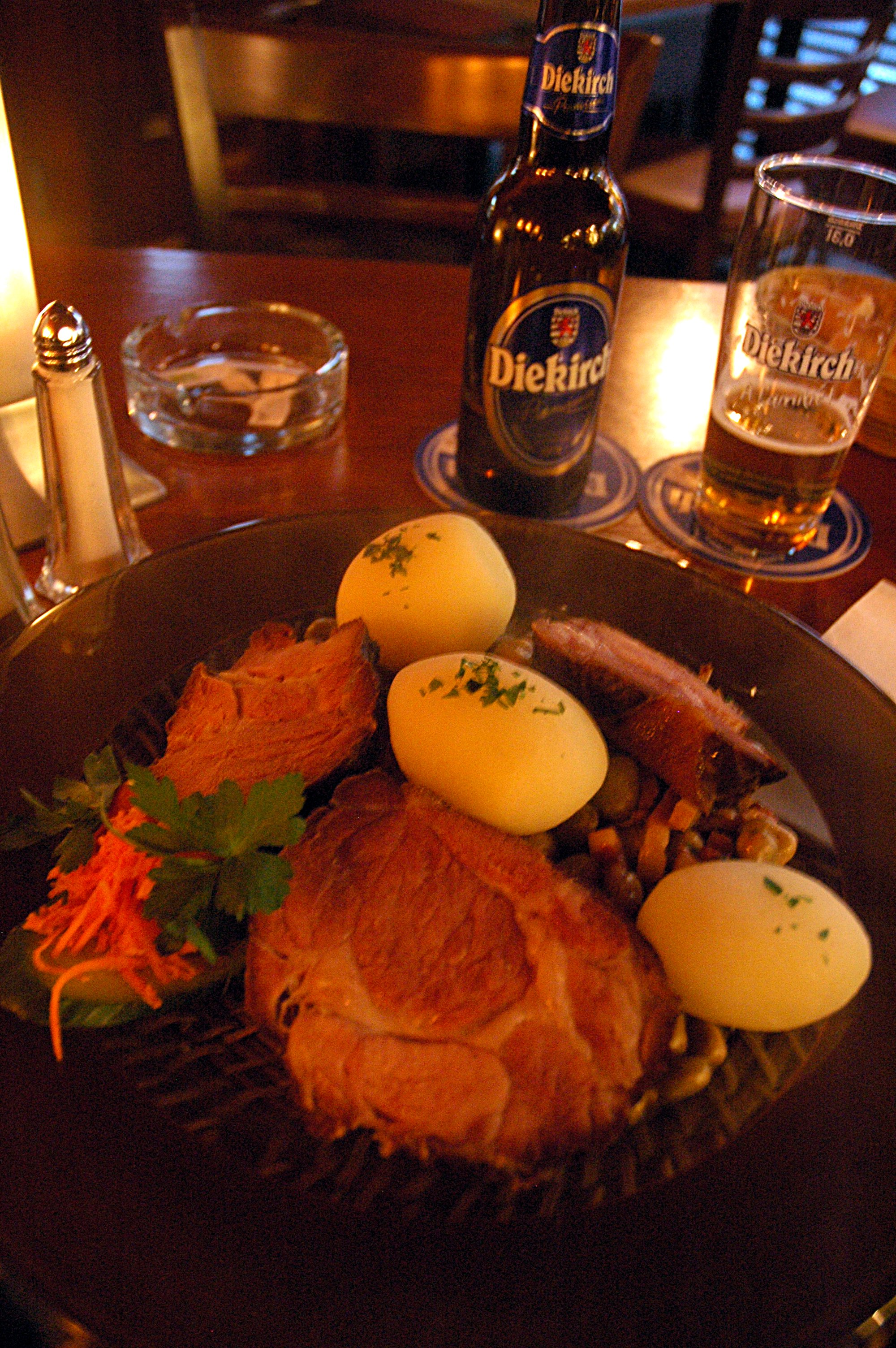
주드 마트 가르더보넌
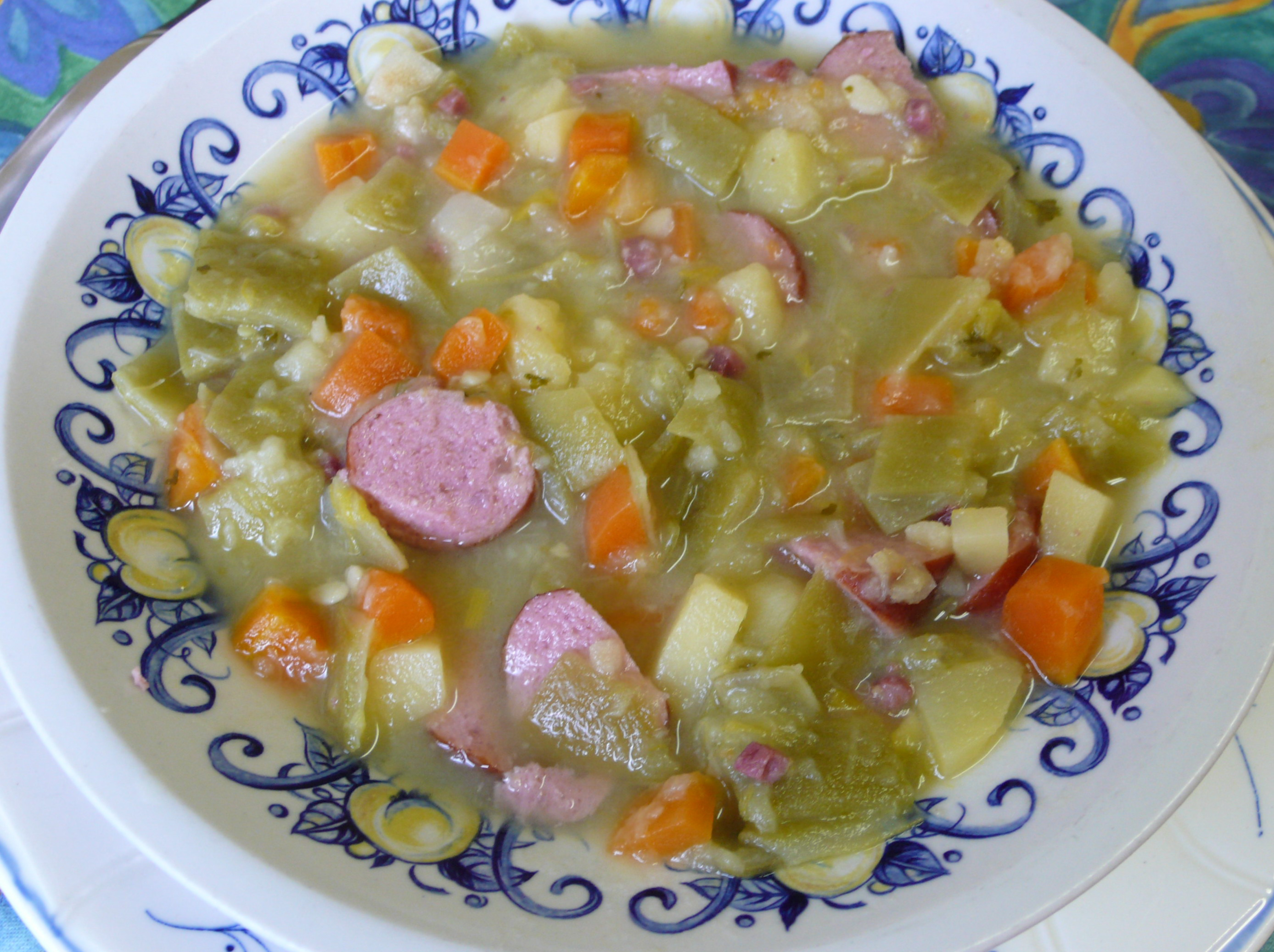
보우네슐루프
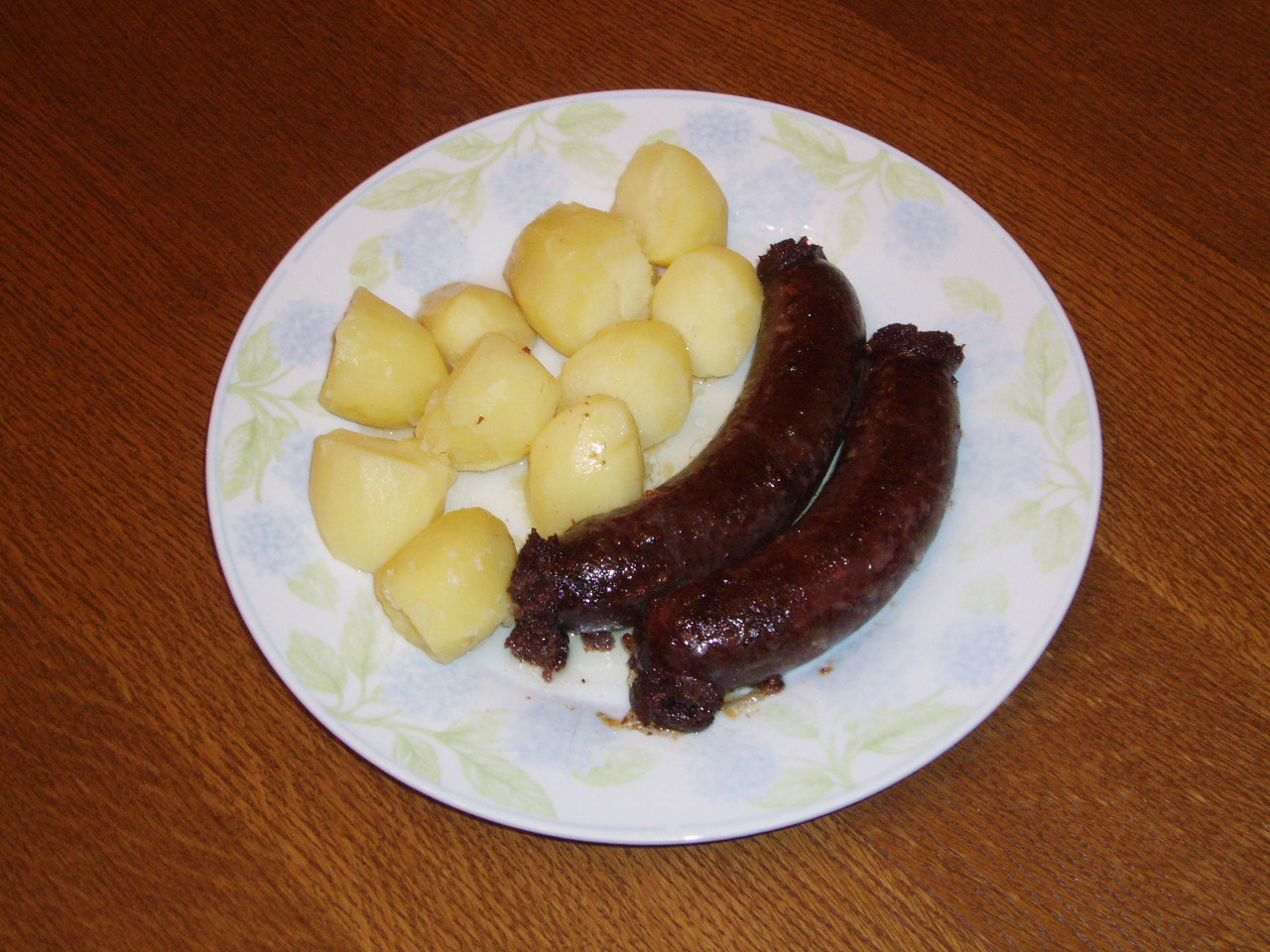
트레이펜

## 특별한 점
- 회링거 - 회링거(hüringer)라고 하는 독일식 소시지 요리와 비슷한 것이 있는데 비싸지 않은 작은 소시지라고 생각하면 된다. 독일식 소시지보다는 조금 더 향이 짙고 매운 편이다. 길거리 상점이나 도로가에서도 쉽게 찾아볼 수 있다. 최근에는 공식적으로 룩셈부르크식 바비큐 소시지(독일어: Lëtzebuerger Grillwurscht)라고 부른다.
- 그롬페레키첼(Gromperekichelcher) - 양파와 파슬리를 잘게 썰어서 향신료 맛을 내고 감자와 함께 요리하여 구운 요리이다. 소시지처럼 시내 곳곳에서 찾을 수 있는 별미이다.
- 카크케이스 - 부드러운 치즈
- 페이터 - 페이터(Pâté)는 고기로 만들어 먹는 간단한 토스트의 일종이다. 하지만 채소로 만들어 먹는 경우도 있다.

## 주류

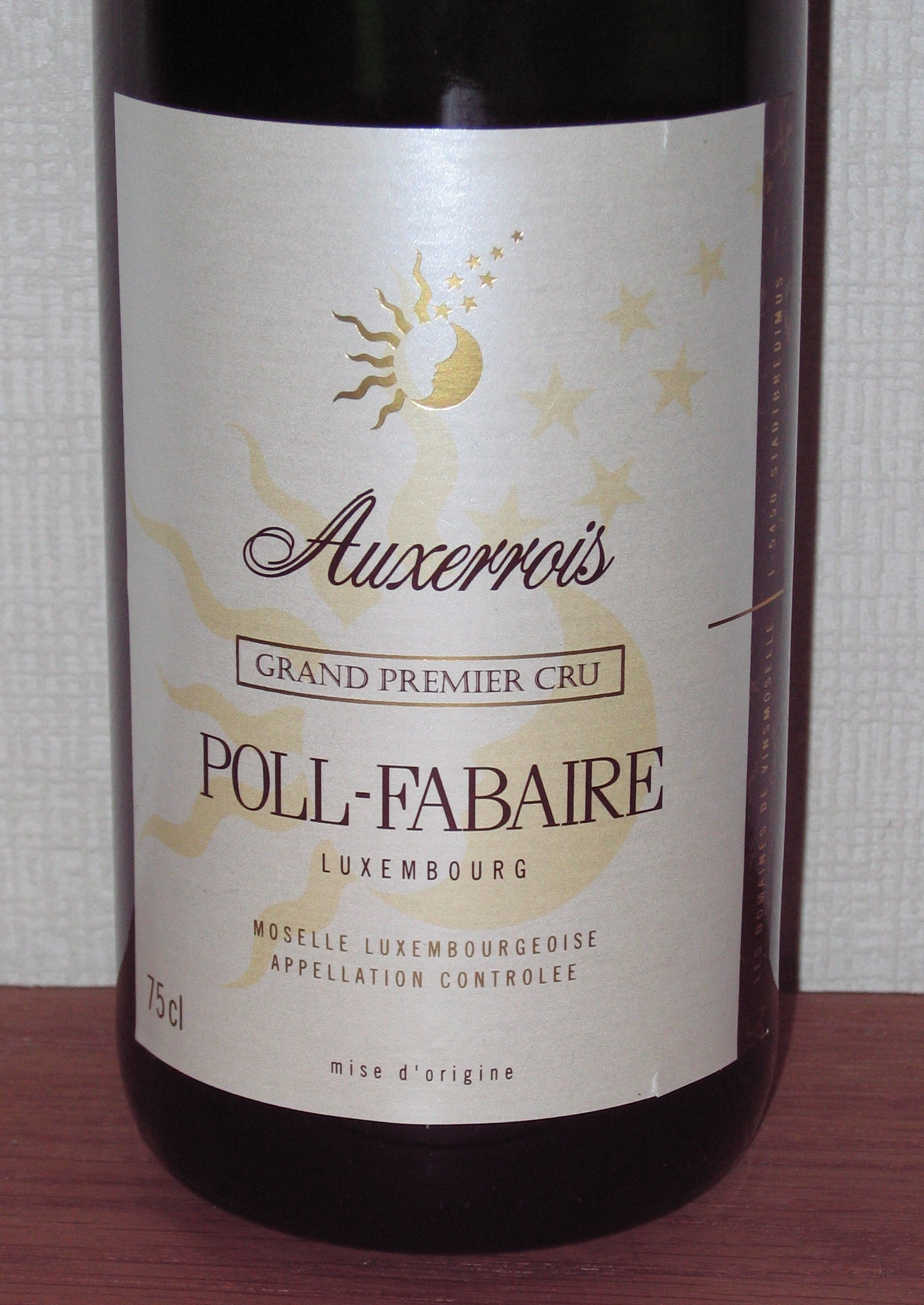

1993년 발표된 보도에 따르면 룩셈부르크는 1인당 술 소비가 가장 높은 나라였다. 평균적으로 모든 남성과 여성이 하루를 3잔씩 마신다고 한다. 프랑스식 와인도 가장 많이 먹는 주류의 일종이고 독일과 벨기에에서 수입된 맥주도 쉽게 찾아볼 수 있어 사람들이 많이 찾는다. 사실 룩셈부르크는 유럽 전체를 통틀어 술 값이 가장 싼 나라에 속하는 편이다. 집에 서 만들어 먹는 술인 오드비(프랑스어: eau de vie)이라는 술(오드비는 말 그대로 생명수라는 뜻)도 있고 과일을 이용해서 직접 증류해 먹는 술도 꽤 많다. 
백포도주와 발포주가 룩셈부르크 전역에서 많이 생산되는데 주로 모젤강 북쪽에서 많이 나온다. 이 지역의 와인 역사는 로마 시대에까지 거슬러 올라갈 정도다. 리슬링(Riesling), 피노 그리(Pinot Gris), 피노 블랑(Pinot Blanc), 엘빌링(Elbling) 등의 술은 룩셈부르크에서 유래한 술이다.
룩셈부르크에는 양조장이 상당히 많이 있는데 크기가 작은 것까지 합친다면 훨씬 더 많을 것이다. 하지만 전체 시장에서 수입산 맥주가 절대적인 우위를 점하고 있다. 1970~80년대에 60만 헥토리터의 맥주가 증류되었고 1976년도에는 80만 헥토리터로 최고치에 달했다가 이후 줄어들기 시작되었다. 2001년에는 1950년대 이후 최초로 증류량이 40만 헥토리터로 떨어져 최하치를 기록하기도 했다. 2001년 이후에도 많은 양조장에서 맥주가 생산되고 있지만 몇몇 공장이 문을 닫기도 하였다.

## 같이 보기
- 유럽 요리